# Taneoka Takamasa
Takamasa Taneoka (sinh ngày 4 tháng 4 năm 1994) là một cầu thủ bóng đá người Nhật Bản.

## Sự nghiệp câu lạc bộ
Takamasa Taneoka đã từng chơi cho Tochigi SC.